# Winburg
Winburg kisméretű farmváros Dél-Afrika területén. Ez a város Oranje Szabadállam egyik legrégebbi városa. Alapítása 1837 körül történt. A legközelebbi nagyváros Bloemfontein 120 km-re Winburgtól. Megközelítése az N1-es úton a legegyszerűbb, amely több dél-afrikai nagyvárossal is kapcsolatban van.

## Története
Alapításakor Winburg önálló búr állam volt (lásd: Winburg–Potchefstroom-i Köztársaság és Winburgi Köztársaság), amely később egyesült Oranje Szabadállammal. A település ma hatalmas kulturális látványosság, ugyanis Dél-Afrika legöregebb városai között tartják számon. Látványosságai tartozik a holland református templom, a Martinus Steyn emlékmúzeum, és a Vortrekker temető. Egyes források szerint a 19. század közepén a város egy fontos kereskedőhely volt.

## Amásodik búr háborúalatt
A második búr háború alatt itt működött az angolok egyik koncentrációs tábora. A winburgi haláltáborban több száz civil vesztette életét. Köztük 350 gyermek és 150 felnőtt.

## Híres emberek
- 1847-ben a város közelében Dornfonteinben született a híres búr tábornok Koos de la Rey